# Джон Картер з Марса
Джон Картер з Марса (англ. John Carter) — вигаданий вірджинський солдат, який виступає головним героєм оповідань Едгара Райса Берроуза про Барсум. Ветеран громадянської війни в США, він потрапляє на планету Марс, яку її жителі називають Барсум, де він стає воїном, що бореться з різними міфологічними звірами, інопланетними арміями та злісними ворогами. Створений у 1911 році персонаж з'являвся в романах і оповіданнях, коміксах, телевізійних шоу та фільмах, у тому числі в художньому фільмі «Джон Картер» 2012 року, який відзначив 100-річчя першої появи персонажа.

## Поява
Джон Картер був головним героєм першого роману Едгара Райса Берроуза, дія якого розгортається на вигаданій версії Марса, відомій як Барсум. Написаний між липнем і 28 вереснем 1911 року, роман був опублікований з назвою «Під супутниками Марса» в пульп-журналі The All-Story з лютого по липень 1912 року. Пізніше він з'явився як повний роман лише після успіху серії Берроуза про Тарзана. Для публікації AC McClurg & Company у твердій обкладинці у жовтні 1917 року роман отримав нову назву «Принцеса Марса».
Картер знову з'явився в наступних томах серії, особливо помітно в другому (Боги Марса, 1918), третьому (Воєначальник Марса, 1919), восьмому (Мечі Марса, 1936), десятому (Ллана з Гатола, 1948), а також одинадцятий і останній внесок (Джон Картер з Марса, опублікований посмертно в 1964 році). Джон Картер також є головним другорядним персонажем у четвертому томі (Тувія — діва Марса, 1920) і дев'ятому (Штучні люди Марса, 1940). У вересні 2021 року компанія Edgar Rice Burroughs, Inc. випустила книгу «Джон Картер з Марса: Боги забуття» Ґірі Ґравела. Вважається 12-ю книгою в серії Барсума, вона офіційно розглядається як канон.

## Опис
Картер має зріст 1,88 м і має коротко підстрижене чорне волосся та сталево-сірі очі. Берроуз описує його як безсмертного. На перших сторінках «Принцеси Марса» з'ясовується, що Картер не пам'ятає дитинства, оскільки завжди був чоловіком приблизно тридцяти років. Багато поколінь знали його як «дядька Джека», але він завжди доживав до того, як вони старіли і вмирали, а сам залишався молодим.
Його характер і ввічливість є прикладом ідеалів Довоєнного Півдня. Виходець з Вірджинії, він служив капітаном у громадянській війні в США на боці Конфедерації. Після війни Картер і його компаньйон Павелл, який також був капітаном у громадянській війні, стали золотошукачами. Картер і Павелл розбагатіли, знайшовши золото в Аризоні. Переховуючись від апачів у печері, він нібито вмирає; залишивши позаду своє неживе тіло, він таємничим чином переноситься формою астральної проекції на планету Марс, де він знову втілюється у формі, ідентичній своїй земній. Звикнувши до більшої гравітації Землі, він виявляється набагато сильнішим і спритнішим за вихідців з Марса.
На Марсі, який місцеві жителі називають Барсум, Картер стикається як з грізними інопланетними істотами, схожими на звірів із стародавніх міфів, так і з різними гуманоїдами. Він знаходить своє справжнє покликання в житті як воєначальник, який прагне врятувати жителів планети. Він виграє руку марсіанської принцеси, Деї Торіс з Геліуму, але після кількох років шлюбу він жертвує собою, щоб врятувати Барсум від втрати його атмосфери. Прокинувшись знову після цієї другої смерті, він виявляє, що його чудесним чином перенесли назад на Землю, у своє початкове тіло. Потім Картер збирає багатство, яке стало результатом його відкриття багатої золотої руди прямо перед його початковим переходом до Барсума. Не маючи змоги повернутися на Марс, він проводить ще кілька років у невеликому котеджі на річці Гудзон у Нью-Йорку, де, здається, знову помирає 4 березня 1886 року. У своїй першій появі він посилається на те, що насправді не знає, скільки йому років, коли і де він народився. Далі він стверджує, що був бойовою людиною протягом дуже тривалого часу, тобто значно довше, ніж одне людське життя.
Знову ж таки, очевидна смерть Картера не є справжньою смертю; скоріше, його повертають до Барсума, де після багатьох пригод він піднімається до посади Воєначальника Марса, відігравши важливу роль у створенні альянсів між багатьма розумними расами Барсума. Пізніше він кілька разів повертається на Землю, щоб розповісти про свої пригоди своєму племіннику («Берроузу»), показуючи, що він опанував процес астральної подорожі між двома світами. Під час пригод на Марсі його земне тіло спочиває в спеціальній гробниці, яку можна відкрити лише зсередини.
Джон Картер і Дея Торіс стають батьками сина Карторіса і дочки Тари. Карторіс грає другорядну роль у «Богах Марса» та «Воєначальнику Марса» та є головним героєм «Тувії - Діви Марса». Тара — героїня твору «Марсіанські шахи» (1922) і мати онуки Картера Ллани, героїні «Ллани з Гатола».
Лише один землянин, Улісс Пакстон, може подорожувати на Марс за допомогою методу, який використав Картер.
Повний список персонажів наведено в кінці «Тувії — Діви Марса».

## В інших медіа

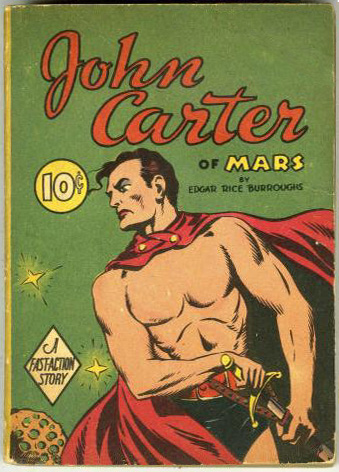
Книга Dell Fast Action, 1940

### Комікси
Джон Картер багато разів з'являвся в коротких коміксах і коміксах, а також у різних великих маленьких книжках 1930-х і 1940-х років.
У 1932 році Берроуз намагався переконати United Feature Syndicate, розповсюджувачів коміксу про Тарзана, також зробити екранізацію Джона Картера; однак синдикат відхилив цю ідею. 1933 року King Features Syndicate, бажаючи, щоб стрічка наукової фантастики конкурувала з популярним Баком Роджерсом, обговорювала з Берроузом екранізацію Джона Картера. Берроуз та ілюстратор Джеймс Аллен Сент-Джон висловили зацікавленість зробити таку стрічку для King Features. Однак Burroughs і King Features не змогли дійти згоди, і синдикат вирішив замість цього використати оригінальну стрічку — Флеш Гордон Алекса Реймонда.
У 1941 році United Feature погодилася створити стрічку про Джона Картера, сподіваючись, що вона стане такою ж успішною, як Бак Роджерс і Флеш Гордон. Найвідоміша екранізація коміксів Джона Картера, яка з'явилася за життя Едгара Райса Берроуза, «Джон Картер з Марса» була написана та проілюстрована сином Берроуза Джоном Коулманом Берроузом. Ця стрічка дебютувала в неділю, 7 грудня 1941 року — у день сумнозвісної атаки на Перл-Гарбор. Ця смуга тривала лише один рік і чотири місяці, закінчившись 18 квітня 1943 року. Стрічка Коулмана Берроуза була перевидана у формі книги Дім Грейстоків у 1970 році.
Компанія Dell Comics випустила три випуски коміксів про Джона Картера з Марса під назвою антології Чотириколірні комікси. Номери випусків 375, 437 і 488 вийшли в 1952—1953 роках. Вони були перевидані Gold Key Comics (з іншими обкладинками) у 1964 році.
Картер з'являвся в різноманітних наступних графічних адаптаціях марсіанських історій, зокрема у фільмі «Джон Картер з Марса», який виходив у коміксах DC Comics «Тарзан» і «Дивні світи» з 1972 по 1973 рік, а також у коміксах Marvel Comics «Джон Картер, Воєначальник Марса» 1977—1979 роки.
Разом із Тарзаном він також з'являвся в сюжетній лінії коміксу Тарзан Sunday 1994—1995 років і у фільмі «Тарзан/Джон Картер: Воєначальники Марса», міні-серії 1996 року з чотирьох випусків Dark Horse Comics.
У 2010 році Dynamite Entertainment опублікувала поточну серію під назвою Воєначальник Марса, написану Арвідом Нельсоном. 2011 року дебютував Воєначальник Марса: Дея Торіс № 1, також написаний Нельсоном. Відтоді він з'являвся в кількох коміксах Dejah Thoris і навіть мав власні комікси, а також матиме нову серію коміксів.
SelfMadeHero також адаптують «Принцесу Марса» у графічний роман, адаптований Яном Еджінтоном за допомогою мистецтва І. Дж. Калбарда.
Фізична поява Картера в коміксах сильно змінювалася від десятиліття до десятиліття. Він був частим персонажем ескізів і картин Френка Фразетти.

### Інші романи та телепередачі
Картер також зустрічається в інших романах та оповіданнях. Він двічі з'являється у фільмі Алана Мура «Ліга надзвичайних джентльменів». Перше в оповіданні «Аллан і розірвана вуаль», яке з'являється в кінці першого тому. У цій історії Мур стверджує, що Рендольф Картер із Говарда Лавкрафта є нащадком Джона Картера. Картер також з'являється на початку другого тому, допомагаючи жителям Барсума воювати проти марсіан із «Війни світів». Той самий сценарій також з'явився у записі Берроуза в антології «Війна світів: глобальні розсилки». Крім того, одним із героїв «Числа звіра» Роберта Гайнлайна є капітан Зебедія Джон Картер, коханкою якого стає його дружина Дея Торіс «Діті» Берроуз Картер. Подібність імен відзначається в романі, оскільки всі головні герої є фанатами старовинної наукової фантастики. У «Дітях Сатурна» Чарльза Стросса Барсум і Картер-Сіті є назвами поселень на Марсі. У романах Філіпа Хосе Фармера «Світ ярусів» місяць, що обертається навколо світу ярусів, створено за зразком Барсума з романів Едгара Райса Берроуза, про що Фармер відкрито зізнається в третій книзі серії. У «Гіперіоні» Дена Сіммонса, коли Федману Кассаду виповнилося вісімнадцять, йому запропонували на вибір служити в марсіанському полярному робочому таборі або записатися в Бригаду Джона Картера, добровольчу оперативну групу, яка прагне допомогти СІЛАМ проти повстання Гленнон-Гайт. В останньому романі Гаррі Тертледова з циклу «Південна перемога», «Зведення рахунків: у стані смерті», персонаж на ім'я Джон Картер з маєтку «Таркас» (посилання на Тарса Таркаса, одного із зелених чоловічків Марса), постає перед США. генерал після того, як захистив афроамериканців від геноциду, який відбувається в інших місцях.
«Компас об'єкта» в серії «Жайворонок» Е. Е. «Дока» Сміта дуже схожий на «компас місця призначення» Барсума, згаданий у серії «Марс». Більше того, серія «Джандар із Каллісто» Ліна Картера та серія «Дрей Прескот» Алана Берта Ейкерса багато в чому завдячують історіям Берроуза про Марс. У новелі Стівена Кінга «Довга хода» є саркастична згадка про Довгохода — на запитання про його ім'я персонаж відповідає: «Мене звати Джон Картер, мій дім — Барсум, Марс». У оповіданні Аллана Говарда «Це маленька Сонячна система», опублікованому у Фантастік Юніверс (вересень 1957), перших дослідників, які висадилися на Марс, вітає чоловік із південним акцентом: «Ласкаво просимо до Барсума! Мене звуть Джон Картер.» Але оскільки на Землі більше ніхто не читає для задоволення, новачки повністю втрачають значення цієї зустрічі, і на цьому історія закінчується.
Картера також згадували в телевізійних шоу. У Zone of the Enders: Dolores, i, офіцер WIRED Баан Дорфлун завжди називає головного героя Джеймса Лінкса «Джоном Картером». Джеймс Лінкс — землянин, який закохався та народив дітей у жінку, яка народилася на Марсі. У 15 серії аніме-серіалу To Love-Ru принц на ім'я Картер з планети Берроуз прибуває на Землю, щоб провести полювання в заповіднику прибульців у Гаяні. В епізоді «Вавилон 5» «Павук у павутині» Джон Картер згадується як пілот першого корабля колонії на Марс. У пілотному епізоді мультфільму «Ліга справедливості» «Таємне походження» першого американського астронавта на Марсі звуть Дж. Аллен Картер. Картер готує Землю для вторгнення марсіанського «Імперіуму», який знищив корінне марсіанське населення, за винятком єдиного вцілілого Джонна Джонза, відомого як Марсіанський мисливець.
У січні 2020 року видавництво Altus Press випустило «Тарзан: Підкорювач Марса» Вілла Мюррея, авторизований роман про Тарзана, у якому Тарзан виявляється закинутим на Барсум і шукає допомоги у Джона Картера, щоб повернутися додому.

### Вплив на пізніші твори
Джон Картер з Марса мав великий вплив на інші науково-фантастичні казки та персонажів у ХХ столітті, зокрема Бака Роджерса, Флеша Гордона, Супермена, Адама Стренджа, Дюну, Варп!, Den і Зоряні війни — це лише деякі з них.
Фільм «Аватар» був натхненний Джоном Картером з Марса. За словами творця «Аватара», Джеймса Кемерона, "з «Аватаром» я подумав: «Забудьте про всі ці фільми про курчат і зробіть класичний пригодницький фільм для хлопців, щось у стилі Едгара Райса Берроуза, як Джон Картер про Марс — солдат вирушає на Марс».
У перших розділах роману Гора Відала «Вашингтон, округ Колумбія» (1967) персонаж Пітер Сенфорд, якому на початку сюжету було 16 років, вдається до яскравих і деталізованих фантазій Джона Картера та додає відверті еротичні сцени, яких немає в оригінальні книги Берроуза.
У «Число звіра» Роберта Гайнлайна двоє головних героїв натхненні серіалом Джона Картера. Одним насправді є капітан запасу з Вірджинії на ім'я Зебадія Джон Картер, а його (незабаром) наречену звуть Дія Торіс (Діті) Берроуз. Вони використовують технологію, щоб переходити в різні світи, і в кінцевому підсумку зустрічають Лазара Лонга.

### Фільми
Боб Клампетт, аніматор, хотів створити повнометражний мультфільм про Джона Картера в 1930-х роках і говорив про це з Берроузом. Кілька секунд анімації з'являються в додатковому матеріалі домашньої відеоверсії фільму Disney.
Антоніо Сабато-молодший зіграв Джона Картера у фільмі 2009 року «Принцеса Марса», де також знялася Трейсі Лордс як принцеса Дея Торіс.
У кіноадаптації серіалу «Джон Картер» 2012 року від Disney, Картера грає Тейлор Кітч, а роль Деї Торіс виконує Лінн Коллінз.

### Ігри
У 1978 році фірмою Heritage Models була опублікована рольова гра John Carter, Warlord of Mars. У 2015 році британська компанія Modiphius Entertainment придбала ліцензію John Carter, оголосивши про плани випустити нову рольову гру Джона Картера, мініатюри та настільну гру в 2016 році.